# YOU MORE
『YOU MORE』（ユー・モア）は、2011年4月6日に発売された、チャットモンチーのメジャー4作目のフルアルバム。

## 概要
発表時には2011年3月23日でのリリースが決まっていたが、同年3月11日に起きた東日本大震災の影響で発売日が延期、後に発売日が4月6日に決定した。
ドラマーの高橋久美子在籍中、最後の新作となった（2011年9月に脱退）。

## 収録曲
- 全作曲：橋本絵莉子（特記以外）

| #         | タイトル                               | 作詞       | 作曲・編曲 | 時間 |
| --------- | -------------------------------------- | ---------- | ---------- | ---- |
| 1.        | 「バースデーケーキの上を歩いて帰った」 | 高橋久美子 | 橋本絵莉子 | 3:17 |
| 2.        | 「レディナビゲーション」               | 福岡晃子   | 橋本絵莉子 | 3:34 |
| 3.        | 「謹賀新年」                           | 高橋久美子 | 橋本絵莉子 | 4:24 |
| 4.        | 「草原に立つ二本の木のように」         | 高橋久美子 | 橋本絵莉子 | 3:08 |
| 5.        | 「涙の行方」                           | 橋本絵莉子 | 橋本絵莉子 | 3:48 |
| 6.        | 「Boyfriend」(作曲：福岡晃子)          | 福岡晃子   | 福岡晃子   | 3:14 |
| 7.        | 「桜前線」                             | 高橋久美子 | 橋本絵莉子 | 3:32 |
| 8.        | 「Last Kiss」                          | 福岡晃子   | 橋本絵莉子 | 4:13 |
| 9.        | 「少年のジャンプ」                     | 高橋久美子 | 橋本絵莉子 | 4:06 |
| 10.       | 「拳銃」                               | 橋本絵莉子 | 橋本絵莉子 | 3:10 |
| 11.       | 「余韻」                               | 橋本絵莉子 | 橋本絵莉子 | 5:20 |
| 合計時間: | 合計時間:                              | 合計時間:  | 41:51      |      |